# جورج هاميلتون (سياسي)
جورج هاميلتون هو شخصية أعمال وسياسي كندي، ولد في 1788، وتوفي في 1836.